# Emeth
Emeth (hebräisch für „Wahrheit“) ist eine Brutal-Death-Metal-Band aus Halen, Limburg, Belgien, die im Jahre 1997 gegründet wurde.

## Geschichte
Die Band wurde im Oktober 1997 von Matty Dupont (E-Gitarre, Aborted) und Tom Kimps (Gesang) als namenloses Projekt gegründet. Nachdem sie einige Monate zusammen geprobt hatten, entschieden sie sich die Band „Emeth“ zu nennen. Im Jahre 1998 stellten sie mit The Call of Siren ihre erste Demo fertig. Durch diese erregten sie die Aufmerksamkeit von Screech Records, welche die Band unter Vertrag nahmen. Im Jahre 1999 veröffentlichten sie mit der EP Breathing the Unclean ihre erste Aufnahme bei dem Label. Im selben Jahr folgte auch die zweite Demo Disciple. 
Aufgrund musikalischer Differenzen trennte sich die Band zunächst, schloss sich im März 2001 wieder zusammen. Die Band bestand nun aus Schlagzeuger Tom Ales (ex-Necrodochion), Gitarristen Matty Dupont und Tom Kimps (Gesang). Mit der veränderten Aufstellung veränderte sich auch ihr Stil weg vom Deathcore hin zum Brutal-Death-Metal. Ende 2002 nahm die Band etwas Musik auf, um ein Label auf sie aufmerksam zu machen. Im September 2003 nahm die Band dann in den Excess Studios in Rotterdam (Niederlande) ihr erstes Album namens Insidious auf. 
Nach einigen Monaten fand man mit Brutal Bands ein geeignetes Labels, sodass das Album am 30. Juni 2004 veröffentlicht wurde. Nach der Veröffentlichung spielte die Band auf verschiedenen Festivals wie dem Obscene Extreme oder dem Deathmetal.Be Fest. Im August 2004 folgte dann eine Tour zusammen mit Headliner Internal Suffering durch die USA. Zudem trat Emeth dort auch mit Bands wie Brodequin, Lust of Decay, Gorgasm, Mutilated, Lividity und Incantation auf. Im April 2005 stieß Kevin Schutters als Bassist und im Juli Gitarrist Peter Goemaere zur Band. Im Anschluss trat die Band in ganz Europa auf. Im Juli und August 2005 ging die Band wieder mit Internal Suffering auf Tour durch die USA. Emeth spielte zusammen mit Bands wie Disgorge, Decrepit Birth, Severed Savior, Skinned und Odious Mortem. Nachdem die Band eineinhalb Jahre nur auf Konzerten auftrat, begab sie sich im November 2005 in das Excess Studio. Dort nahmen sie das zweite Album namens Reticulated auf. Produziert wurde es von Daniel Bergstrand (Behemoth, Meshuggah, In Flames). Im Januar 2006 wurde das Album schließlich in den Dug Out Studios gemixt und in Schweden gemastert. Das Albumcover und Layout wurde von Dirge Design gestaltet.
Im Jahre 2008 veröffentlichte die Band ihr drittes Album Telesis bei Brutal Bands Records.

## Stil
Die Musik von Emeth wird als eine Mischung aus Death-Metal und Grindcore beschrieben. Besonders charakteristisch sind dabei die Komplexität der Stücke sowie der Wechsel zwischen hoher und niedriger Geschwindigkeit. Der Klang wird als eine Mischung zwischen Pig Destroyer und Suffocation beschrieben.

## Diskografie
- 1998: The Call of Siren (Demo)
- 1999: Breathing the Unclean (EP, Screech Records)
- 1999: Disciple (Demo)
- 2000: Emeth / Kill Your Boyfriend (Split-Album mit Kill Your Boyfriend, Mastello / Depravazione Sonora)
- 2004: Insidious (Album, Brutal Bands)
- 2006: Nescientia / Bleed with Me (Split-Album mit Eternal Bleeding, Grodhaisn Productions)
- 2008: Telesis (Album, Brutal Bands)
- 2014: Aethyr (Album, Xtreem Music)